# Marie Heinrich
Marie Heinrich (* 18. November 1994 in Neuhaus am Rennweg) ist eine ehemalige deutsche Biathletin und Juniorenweltmeisterin im Biathlon.
Ihr internationales Debüt gab Marie Heinrich bei den Biathlon-Juniorenweltmeisterschaften 2012 in Kontiolahti, wo sie 15. des Sprints und 14. in der Verfolgung wurde. Im Staffelrennen belegte sie mit Luise Kummer und Annika Knoll den fünften Rang. 2013 wurde sie in Obertilliach 7. des Sprints und 10. der Verfolgung. In Presque Isle gewann Heinrich 2014 mit Kummer und Knoll den Titel im Staffelrennen und platzierte sich in Sprint und Verfolgung jeweils in den Top 10. 
Am 16. Dezember 2014 gab sie in Obertilliach ihr Debüt im IBU-Cup mit einem 23. Rang im Einzel.
Bei den Biathlon-Juniorenweltmeisterschaften 2015 in Minsk-Raubitschy gewann sie, nach dem 18. Platz im Einzel und einem 4. Platz im Sprint die Goldmedaille in der Verfolgung. In der Staffel holte sie mit Anna Weidel und Helene Therese Hendel die Bronzemedaille, hinter Frankreich und Russland.
Nachdem Heinrich im Erwachsenenbereich über mehrere Jahre keine größeren internationalen Erfolge im IBU-Cup erreicht hatte, gab sie im April 2020 ihr Karriereende bekannt.